# No Shoes, No Shirt, No Problems
| Оценки критиков      | Оценки критиков |
| Источник             | Оценка          |
| -------------------- | --------------- |
| Allmusic             | [ 1 ]           |
| Country Weekly       | (favorable)     |
| Entertainment Weekly | B−              |
| People               | (average)       |
| Plugged In           | (mixed)         |
| Rolling Stone        | [ 6 ]           |

No Shoes, No Shirt, No Problems — шестой студийный альбом американского кантри-певца Кенни Чесни, выпущенный 23 апреля 2002 года на лейбле BNA Records. Он стал первым альбомом Чесни, достигшим первого места в основном американском хит-параде Billboard 200, и обеспечил пять синглов в чарте Billboard Hot Country Songs в период с 2001 по 2003 год: «Young» (номер 2), «The Good Stuff» (номер 1), «A Lot of Things Different» (номер 6), «Big Star» (номер 2) и заглавный трек (номер 2). На песню «Live Those Songs» был снят клип с живым исполнением, который занял 60-е место в чарте, не будучи выпущенным в качестве сингла; песня также стала открытием концертных туров Чесни в течение нескольких лет. На песню «On the Coast of Somewhere Beautiful» также был снят клип, но она не была выпущена в качестве сингла. Песня «The Good Stuff» стала самым большим хитом в карьере Чесни на тот момент, не только продержавшись семь недель на вершине кантри-чартов, но и став кантри-синглом номер один всего 2002 года по версии Billboard Year-End. В 2004 году альбом получил четырехкратный платиновый сертификат Американской ассоциации звукозаписывающей индустрии (RIAA) за продажи более четырех миллионов копий в США.
В 2022 году альбом был включен в список лучших кантри-альбомов в истории The 100 Greatest Country Albums of All Time журнала Rolling Stone.

## Об альбоме
Релиз диска состоялся 23 апреля 2002 года на лейбле BNA Records.
Альбом дебютировал на первом месте американского хит-парада Billboard 200.
Это его 1-й чарттоппер из девяти. Чесни в дальнейшем был на позиции № 1 в Billboard 200 с альбомами Here and Now (в 2020 году), Live in No Shoes Nation (в 2017 году), Life on a Rock (в 2013 году), Hemingway’s Whiskey (2010), Lucky Old Sun (2008), The Road and the Radio (2005), Be As You Are (Songs From an Old Blue Chair) (2005) и When the Sun Goes Down (2004).
Альбом получил положительные и смешанные отзывы музыкальных критиков и интернет-изданий: Allmusic, Country Weekly, People.

## Список композиций
| №                   | Название                              | Автор(ы)                                     | Длительность |
| ------------------- | ------------------------------------- | -------------------------------------------- | ------------ |
| 1.                  | «Young»                               | Craig Wiseman, Naoise Sheridan, Steve McEwan | 3:56         |
| 2.                  | «I Remember»                          | Brad Crisler, James LeBlanc                  | 4:52         |
| 3.                  | «A Lot of Things Different»           | Bill Anderson, Dean Dillon                   | 4:43         |
| 4.                  | «The Good Stuff»                      | Wiseman, Jim Collins                         | 3:20         |
| 5.                  | «Big Star»                            | Stephony Smith                               | 3:59         |
| 6.                  | «On the Coast of Somewhere Beautiful» | LuAnn Reid, Bill Luther, Danny Simpson       | 3:34         |
| 7.                  | «Never Gonna Feel Like That Again»    | Paul Overstreet, Phillip Coleman             | 3:53         |
| 8.                  | «Dreams»                              | Skip Ewing, Kenny Chesney                    | 4:11         |
| 9.                  | «No Shoes, No Shirt, No Problems»     | Casey Beathard                               | 3:31         |
| 10.                 | «Live Those Songs»                    | Chris Bain, Cole Deggs, David Lowe           | 3:50         |
| 11.                 | «One Step Up»                         | Bruce Springsteen                            | 5:53         |
| 12.                 | «I Can't Go There» (acoustic version) | Ewing, Chesney                               | 3:45         |
| Общая длительность: | Общая длительность:                   | Общая длительность:                          | 49:27        |

| №                   | Название                                           | Автор(ы)            | Длительность |
| ------------------- | -------------------------------------------------- | ------------------- | ------------ |
| 13.                 | «No Shoes, No Shirt, No Problems» (single version) | Beathard            | 2:55         |
| Общая длительность: | Общая длительность:                                | Общая длительность: | 52:22        |

## Позиции в чартах
| Чарт (2002)                        | Высшая позиция |
| ---------------------------------- | -------------- |
| США (Billboard 200)                | 1              |
| США (Billboard Top Country Albums) | 1              |

| Чарт (2002)                                | Позиция |
| ------------------------------------------ | ------- |
| Канада (Nielsen SoundScan)                 | 169     |
| Канада (Country Albums, Nielsen SoundScan) | 11      |
| США (Billboard 200)                        | 32      |
| США (Top Country Albums, Billboard)        | 5       |
| Мир (Worldwide Albums, IFPI)               | 42      |

| Чарт (2003)                         | Позиция |
| ----------------------------------- | ------- |
| США (Billboard 200)                 | 47      |
| США (Top Country Albums, Billboard) | 8       |

| Чарт (2004)                         | Позиция |
| ----------------------------------- | ------- |
| США (Billboard 200)                 | 162     |
| США (Top Country Albums, Billboard) | 29      |

| Год  | Сингл                             | Высшая позиция | Высшая позиция | Сертификация  |
| Год  | Сингл                             | US Country     | US             | Сертификация  |
| ---- | --------------------------------- | -------------- | -------------- | ------------- |
| 2001 | «Young»                           | 2              | 35             |               |
| 2002 | «The Good Stuff»                  | 1              | 22             | * США: Золото |
| 2002 | «A Lot of Things Different»       | 6              | 55             |               |
| 2003 | «Big Star»                        | 2              | 28             |               |
| 2003 | «No Shoes, No Shirt, No Problems» | 2              | 28             | * США: Золото |

## Сертификации
| Регион                                                      | Сертификация  | Продажи    |
| ----------------------------------------------------------- | ------------- | ---------- |
| США (RIAA)                                                  | 4× Платиновый | 4 000 000^ |
| ^ Данные о тиражах приведены только на основе сертификации. |               |            |